# Spirit Camera: Le memorie maledette
Spirit Camera: Le memorie maledette (心霊カメラ 〜憑いてる手帳〜?, Shinrei kamera ~Tsuiteru techō~) è un videogioco d'avventura dinamica horror del 2012 per Nintendo 3DS, primo spin-off della serie Project Zero. È stato sviluppato da Koei Tecmo e Nintendo e pubblicato in Giappone il 12 gennaio 2012, in Nord America il 13 aprile 2012 ed in Europa il 29 giugno 2012.
Il videogioco è venduto insieme ad un "AR notebook" chiamato il Diario delle facce, che il giocatore utilizzerà insieme al gioco.